# قائمة فوربس لأكثر النساء تأثيرا في العالم

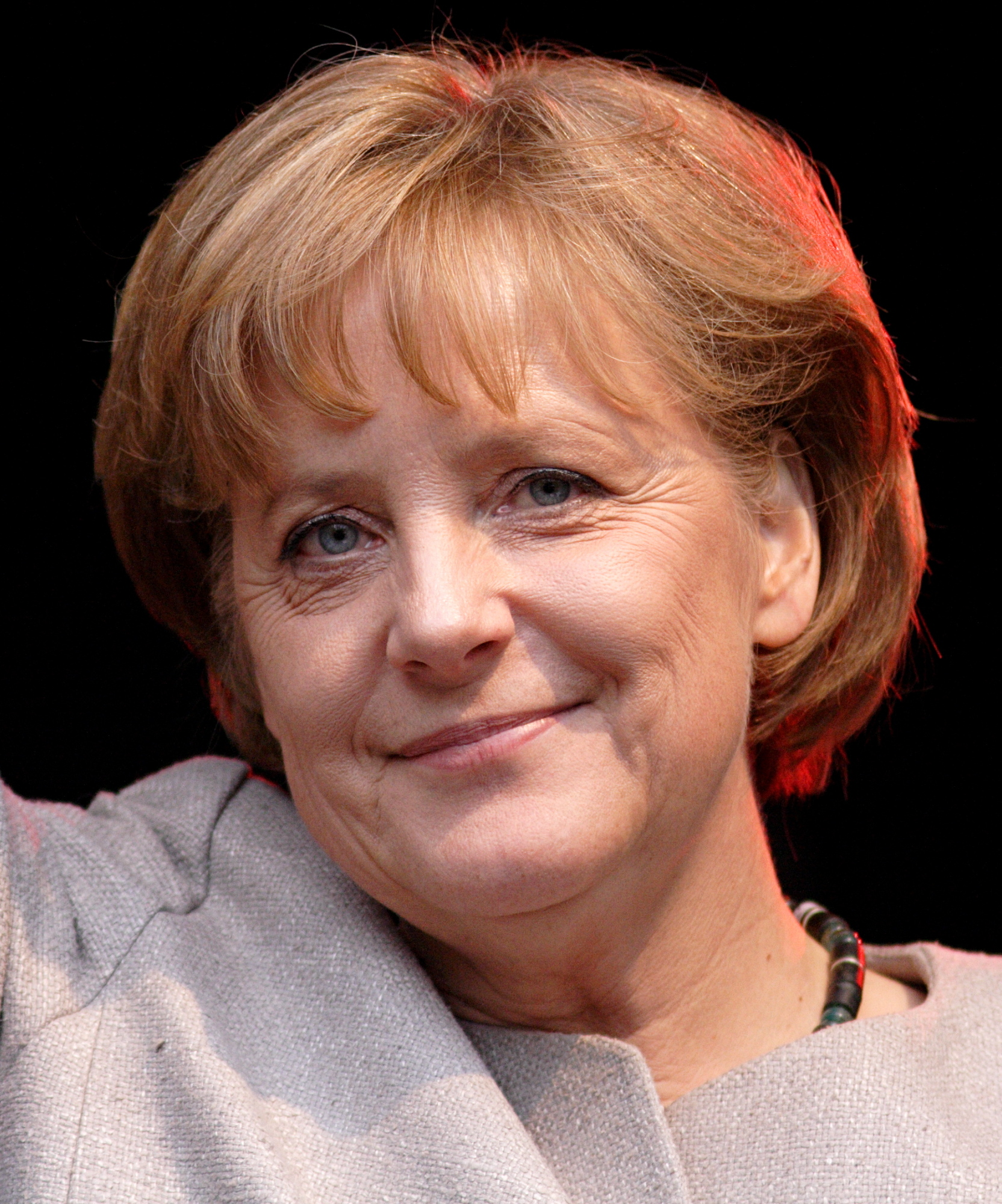
فوربس لأكثر النساء تأثيرا في العالم

قامت مجلة فوربس منذ عام 2004 بتجميع قائمة سنوية لأقوى 100 امرأة في العالم. كانت المستشارة الألمانية السابقة أنجيلا ميركل في الصدارة من عام 2006 إلى عام 2020، باستثناء عام 2010، حيث حلت محلها السيدة الأولى للولايات المتحدة آنذاك ميشيل أوباما. يُسرد أدناه أكثر 10 امرأة تأثيرًا في العالم.

## حسب السنة

### 2024
| الرتبة | الإسم                | البلد            | المهنة                                        |
| ------ | -------------------- | ---------------- | --------------------------------------------- |
| 1      | أنغيلا ميركل         | ألمانيا          | مستشار الاتحاد الألماني                       |
| 2      | كريستين لاغارد       | فرنسا            | المديرة التنفيذية ل صندوق النقد الدولي        |
| 3      | كامالا هاريس         | الولايات المتحدة | نائبة رئيس الولايات المتحدة                   |
| 4      | أورسولا فون دير لاين | ألمانيا          | رئيسة المفوضية الأوروبية                      |
| 6      | مليندا غيتس          | الولايات المتحدة | نائبة الرئيسة مؤسسة بيل ومليندا غيتس          |
| 6      | ماري بارا            | الولايات المتحدة | المدير التنفيدي ل جنرال موتورز                |
| 7      | نانسي بيلوسي         | الولايات المتحدة | رئيسة مجلس النواب الأمريكي                    |
| 8      | آنا باتريسيا بوتين   | إسبانيا          | الرئيسة التنفيذية لبانكو سانتاندير            |
| 9      | أبيغيل جونسون        | الولايات المتحدة | الرئيس والمدير التنفيذي لفيديليتي للاستثمارات |
| 10     | جيل كوزيارا بودرو    | الولايات المتحدة | الرئيسة التنفيذية لأنثيم                      |

### 2019
| الرتبة | الإسم                | البلد            | المهنة                                        |
| ------ | -------------------- | ---------------- | --------------------------------------------- |
| 1      | أنغيلا ميركل         | ألمانيا          | مستشار الاتحاد الألماني                       |
| 2      | كريستين لاغارد       | فرنسا            | المديرة التنفيذية ل صندوق النقد الدولي        |
| 3      | نانسي بيلوسي         | الولايات المتحدة | رئيسة مجلس النواب الأمريكي                    |
| 4      | أورسولا فون دير لاين | ألمانيا          | رئيسة المفوضية الأوروبية                      |
| 5      | ماري بارا            | الولايات المتحدة | المدير التنفيدي ل جنرال موتورز                |
| 6      | مليندا غيتس          | الولايات المتحدة | نائبة الرئيسة مؤسسة بيل ومليندا غيتس          |
| 7      | أبيغيل جونسون        | الولايات المتحدة | الرئيس والمدير التنفيذي لفيديليتي للاستثمارات |
| 8      | آنا باتريسيا بوتين   | إسبانيا          | الرئيسة التنفيذية لبانكو سانتاندير            |
| 9      | جين رومتي            | الولايات المتحدة | الرئيسة التنفيذية لآي بي إم                   |
| 10     | مارلين هيوسون        | الولايات المتحدة | الرئيسة التنفيذية للوكهيد مارتن               |

### 2018
| الرتبة | الإسم              | البلد            | المهنة                                        |
| ------ | ------------------ | ---------------- | --------------------------------------------- |
| 1      | أنغيلا ميركل       | ألمانيا          | مستشار الاتحاد الألماني                       |
| 2      | تيريزا ماي         | المملكة المتحدة  | رئيسة وزراء المملكة المتحدة                   |
| 3      | كريستين لاغارد     | فرنسا            | المديرة التنفيذية ل صندوق النقد الدولي        |
| 4      | ماري بارا          | الولايات المتحدة | المدير التنفيدي ل جنرال موتورز                |
| 5      | أبيغيل جونسون      | الولايات المتحدة | الرئيس والمدير التنفيذي لفيديليتي للاستثمارات |
| 6      | مليندا غيتس        | الولايات المتحدة | نائبة الرئيسة مؤسسة بيل ومليندا غيتس          |
| 7      | سوزان وجسيكي       | الولايات المتحدة | المدير التنفيدي ل يوتيوب                      |
| 8      | آنا باتريسيا بوتين | إسبانيا          | الرئيسة التنفيذية لبانكو سانتاندير            |
| 9      | مارلين هيوسون      | الولايات المتحدة | الرئيسة التنفيذية للوكهيد مارتن               |
| 10     | جين رومتي          | الولايات المتحدة | الرئيسة التنفيذية لآي بي إم                   |

### 2017
| الرتبة | الإسم              | البلد            | المهنة                                        |
| ------ | ------------------ | ---------------- | --------------------------------------------- |
| 1      | أنغيلا ميركل       | ألمانيا          | مستشار الاتحاد الألماني                       |
| 2      | تيريزا ماي         | المملكة المتحدة  | رئيسة وزراء المملكة المتحدة                   |
| 3      | مليندا غيتس        | الولايات المتحدة | نائبة الرئيسة مؤسسة بيل ومليندا غيتس          |
| 4      | شيرل ساندبيرج      | الولايات المتحدة | المدير التنفيدي ل فيس بوك                     |
| 5      | ماري بارا          | الولايات المتحدة | المدير التنفيدي ل جنرال موتورز                |
| 6      | سوزان وجسيكي       | الولايات المتحدة | المدير التنفيدي ل يوتيوب                      |
| 7      | أبيغيل جونسون      | الولايات المتحدة | الرئيس والمدير التنفيذي لفيديليتي للاستثمارات |
| 8      | كريستين لاغارد     | فرنسا            | المديرة التنفيذية ل صندوق النقد الدولي        |
| 9      | آنا باتريسيا بوتين | إسبانيا          | الرئيسة التنفيذية لبانكو سانتاندير            |
| 10     | جين رومتي          | الولايات المتحدة | الرئيسة التنفيذية لآي بي إم                   |

### 2016
| الرتبة | الإسم              | البلد            | المهنة                                            |
| ------ | ------------------ | ---------------- | ------------------------------------------------- |
| 1      | أنغيلا ميركل       | ألمانيا          | مستشار الاتحاد الألماني                           |
| 2      | هيلاري كلينتون     | الولايات المتحدة | مرشحة الانتخابات الرئاسية الأمريكية 2016          |
| 3      | جانيت يلين         | الولايات المتحدة | رئيسة النظام الاحتياطي الفدرالي بالولايات المتحدة |
| 4      | مليندا غيتس        | الولايات المتحدة | نائبة الرئيسة مؤسسة بيل ومليندا غيتس              |
| 5      | ماري بارا          | الولايات المتحدة | المدير التنفيدي ل جنرال موتورز                    |
| 6      | كريستين لاغارد     | فرنسا            | المديرة التنفيذية ل صندوق النقد الدولي            |
| 7      | شيرل ساندبيرج      | الولايات المتحدة | المدير التنفيدي ل فيس بوك                         |
| 8      | سوزان وجسيكي       | الولايات المتحدة | المدير التنفيدي ل يوتيوب                          |
| 9      | ميغ ويتمان         | الولايات المتحدة | الرئيسة التنفيذية لمؤسسة هيوليت باكارد            |
| 10     | آنا باتريسيا بوتين | إسبانيا          | الرئيسة التنفيذية لبانكو سانتاندير                |

### 2015
| الرتبة | الإسم          | البلد            | المهنة                                            |
| ------ | -------------- | ---------------- | ------------------------------------------------- |
| 1      | أنغيلا ميركل   | ألمانيا          | مستشار الاتحاد الألماني                           |
| 2      | هيلاري كلينتون | الولايات المتحدة | مرشحة الانتخابات الرئاسية الأمريكية 2016          |
| 3      | مليندا غيتس    | الولايات المتحدة | نائبة الرئيسة مؤسسة بيل ومليندا غيتس              |
| 4      | جانيت يلين     | الولايات المتحدة | رئيسة النظام الاحتياطي الفدرالي بالولايات المتحدة |
| 5      | ماري بارا      | الولايات المتحدة | المدير التنفيدي ل جنرال موتورز                    |
| 6      | كريستين لاغارد | فرنسا            | المديرة التنفيذية ل صندوق النقد الدولي            |
| 7      | ديلما روسيف    | البرازيل         | قائمة رؤساء البرازيل                              |
| 8      | شيرل ساندبيرج  | الولايات المتحدة | المدير التنفيدي ل فيس بوك                         |
| 9      | سوزان وجسيكي   | الولايات المتحدة | المدير التنفيدي ل يوتيوب                          |
| 10     | ميشيل أوباما   | الولايات المتحدة | السيدة الأولى ل الولايات المتحدة                  |

### 2014
| الرتبة | الإسم          | البلد            | المهنة                                             |
| ------ | -------------- | ---------------- | -------------------------------------------------- |
| 1      | أنغيلا ميركل   | العراق           | مهندسة معمارية                                     |
| 2      | جانيت يلين     | الولايات المتحدة | رئيسة النظام الاحتياطي الفدرالي بالولايات المتحدة. |
| 3      | مليندا غيتس    | الولايات المتحدة | نائبة رئيسة مؤسسة بيل ومليندا غيتس                 |
| 4      | ديلما روسيف    | البرازيل         | قائمة رؤساء البرازيل                               |
| 5      | كريستين لاغارد | فرنسا            | المديرة التنفيذية ل صندوق النقد الدولي             |
| 6      | هيلاري كلينتون | الولايات المتحدة | وزيرة الخارجية الأمريكية (السابق)                  |
| 7      | ماري بارا      | الولايات المتحدة | المدير التنفيدي ل جنرال موتورز                     |
| 8      | ميشيل أوباما   | الولايات المتحدة | السيدة الأولى ل الولايات المتحدة                   |
| 9      | شيرل ساندبيرج  | الولايات المتحدة | المدير التنفيدي ل فيس بوك                          |
| 10     | جين رومتي      | الولايات المتحدة | المديرة العامة لشركة آي بي إم                      |

### 2013
| الرتبة | الإسم            | البلد            | المهنة                                              |
| ------ | ---------------- | ---------------- | --------------------------------------------------- |
| 1      | أنغيلا ميركل     | ألمانيا          | مستشار الاتحاد الألماني                             |
| 2      | ديلما روسيف      | البرازيل         | قائمة رؤساء البرازيل                                |
| 3      | مليندا غيتس      | الولايات المتحدة | نائبة الرئيسة مؤسسة بيل ومليندا غيتس                |
| 4      | ميشيل أوباما     | الولايات المتحدة | السيدة الأولى ل الولايات المتحدة                    |
| 5      | هيلاري كلينتون   | الولايات المتحدة | (السابق) وزيرة الخارجية الأمريكية                   |
| 6      | شيرل ساندبيرج    | الولايات المتحدة | المدير التنفيدي ل فيس بوك                           |
| 7      | كريستين لاغارد   | فرنسا            | المديرة التنفيذية ل صندوق النقد الدولي              |
| 8      | جانيت نابوليتانو | الولايات المتحدة | أمين (السكرتارية) الأمن الداخلي في الولايات المتحدة |
| 9      | سونيا غاندي      | الهند            | رئيسة المؤتمر الوطني الهندي                         |
| 10     | إندرا نويي       | الهند            | مجموعة بيبسيكو                                      |

### 2012
| الرتبة | الإسم            | البلد            | المهنة                                              |
| ------ | ---------------- | ---------------- | --------------------------------------------------- |
| 1      | أنغيلا ميركل     | ألمانيا          | مستشار الاتحاد الألماني                             |
| 2      | هيلاري كلينتون   | الولايات المتحدة | وزيرة الخارجية الأمريكية                            |
| 3      | ديلما روسيف      | البرازيل         | قائمة رؤساء البرازيل                                |
| 4      | مليندا غيتس      | الولايات المتحدة | نائبة الرئيسة مؤسسة بيل ومليندا غيتس                |
| 5      | جيل أبرامسون     | الولايات المتحدة | مديرة تحرير نيويورك تايمز                           |
| 6      | سونيا غاندي      | الهند            | رئيسة المؤتمر الوطني الهندي                         |
| 7      | ميشيل أوباما     | الولايات المتحدة | السيدة الأولى ل الولايات المتحدة                    |
| 8      | كريستين لاغارد   | فرنسا            | المديرة التنفيذية ل صندوق النقد الدولي              |
| 9      | جانيت نابوليتانو | الولايات المتحدة | أمين (السكرتارية) الأمن الداخلي في الولايات المتحدة |
| 10     | شيرل ساندبيرج    | الولايات المتحدة | المدير التنفيدي ل فيس بوك                           |

### 2011
| الرتبة | الإسم          | البلد            | المهنة                                     |
| ------ | -------------- | ---------------- | ------------------------------------------ |
| 1      | أنغيلا ميركل   | ألمانيا          | مستشار الاتحاد الألماني                    |
| 2      | هيلاري كلينتون | الولايات المتحدة | وزيرة الخارجية الأمريكية                   |
| 3      | ديلما روسيف    | البرازيل         | قائمة رؤساء البرازيل                       |
| 4      | إندرا نويي     | الولايات المتحدة | الرئيسة والمدير التنفيذي ل بيبسيكو         |
| 5      | شيرل ساندبيرج  | الولايات المتحدة | المدير التنفيدي ل فيس بوك                  |
| 6      | مليندا غيتس    | الولايات المتحدة | نائبة الرئيسة مؤسسة بيل ومليندا غيتس       |
| 7      | سونيا غاندي    | الهند            | رئيسة المؤتمر الوطني الهندي                |
| 8      | ميشيل أوباما   | الولايات المتحدة | السيدة الأولى ل الولايات المتحدة           |
| 9      | كريستين لاغارد | فرنسا            | المديرة التنفيذية ل صندوق النقد الدولي     |
| 10     | إيرين روزنفيلد | الولايات المتحدة | الرئيسة والمدير التنفيذي ل شركة كرافت فودز |

### 2010
| الرتبة | الإسم           | البلد            | المهنة                             |
| ------ | --------------- | ---------------- | ---------------------------------- |
| 1      | ميشيل أوباما    | الولايات المتحدة | السيدة الأولى للولايات المتحدة     |
| 2      | سونيا غاندي     | الهند            | رئيسة المؤتمر الوطني الهندي        |
| 3      | أوبرا وينفري    | الولايات المتحدة | ممثلة ومنتجة، ومنشطة برامج تلفزيون |
| 4      | أنغيلا ميركل    | ألمانيا          | مستشار الاتحاد الألماني            |
| 5      | هيلاري كلينتون  | الولايات المتحدة | وزيرة الخارجية الأمريكية           |
| 6      | إندرا نويي      | الولايات المتحدة | الرئيسة والمدير التنفيذي ل بيبسيكو |
| 7      | ليدي غاغا       | الولايات المتحدة | فنانة (مغنية)                      |
| 8      | غيل كيلي        | أستراليا         | الرئيسة والمدير التنفيذي ل ويستباك |
| 9      | بيونسيه         | الولايات المتحدة | فنانة (مغنية)                      |
| 10     | ألين دي جينيريس | الولايات المتحدة | ممثلة، منشطة                       |

### 2009
| الرتبة | الإسم          | البلد            | المهنة                                                   |
| ------ | -------------- | ---------------- | -------------------------------------------------------- |
| 1      | أنغيلا ميركل   | ألمانيا          | مستشار الاتحاد الألماني                                  |
| 2      | شيلا بير       | الولايات المتحدة | رئيسة مؤسسة تأمين الودائع الاتحادية                      |
| 3      | إندرا نويي     | الولايات المتحدة | الرئيسة والمدير التنفيذي ل بيبسيكو                       |
| 4      | سينثيا كارول   | المملكة المتحدة  | مديرة عامة لانجلو أمریکن                                 |
| 5      | هو تشينغ       | سنغافورة         | المدير التنفيدي ل تيماسيك القابضة                        |
| 6      | إيرين روزنفيلد | الولايات المتحدة | الرئيسة والمدير التنفيذي ل شركة كرافت فودز               |
| 7      | إلين كولمان    | الولايات المتحدة | نائب الرئيس التنفيذي ل دو بونت                           |
| 8      | أنجيلا براي    | الولايات المتحدة | الرئيسة والمدير التنفيذي ل شركة أنظم (Anthem (entreprise |
| 9      | آن لفرجون      | فرنسا            | الرئيسة التنفيذية لشركة آرافا                            |
| 10     | لین إسنهانس    | الولايات المتحدة | المديرة العامة ورئيسة شركة سانوکو                        |

### 2008
| الرتبة | الإسم          | البلد            | المهنة                                                   |
| ------ | -------------- | ---------------- | -------------------------------------------------------- |
| 1      | أنغيلا ميركل   | ألمانيا          | مستشار الاتحاد الألماني                                  |
| 2      | شيلا بير       | الولايات المتحدة | رئيسة مؤسسة تأمين الودائع الاتحادية                      |
| 3      | إندرا نويي     | الولايات المتحدة | الرئيسة والمدير التنفيذي ل بيبسيكو                       |
| 4      | أنجيلا براي    | الولايات المتحدة | الرئيسة والمدير التنفيذي ل شركة أنظم (Anthem (entreprise |
| 5      | سينثيا كارول   | المملكة المتحدة  | مديرة عامة لانجلو أمریکن                                 |
| 6      | إيرين روزنفيلد | الولايات المتحدة | الرئيسة والمدير التنفيذي ل شركة كرافت فودز               |
| 7      | كونداليزا رايز | الولايات المتحدة | وزيرة الخارجية الأمريكية                                 |
| 8      | هو تشينغ       | سنغافورة         | المدير التنفيدي ل تيماسيك القابضة                        |
| 9      | آن لفرجون      | فرنسا            | الرئيسة التنفيذية لشركة آرافا.                           |
| 10     | آن ملكاهي      | الولايات المتحدة | الرئيسة والمدير التنفيذي ل زيروكس                        |

### 2007
| الرتبة | الإسم          | البلد            | المهنة                                  |
| ------ | -------------- | ---------------- | --------------------------------------- |
| 1      | أنغيلا ميركل   | ألمانيا          | مستشار الاتحاد الألماني                 |
| 2      | وو يي          | الصين            | نائبة رئيسة الوزراء                     |
| 3      | هو تشينغ       | سنغافورة         | الرئيسة التنفيذي لشركة تيماسيك القابضة  |
| 4      | كونداليزا رايز | الولايات المتحدة | وزير الخارجية الأمريكي                  |
| 5      | إندرا نويي     | الولايات المتحدة | الرئيسة التنفيذية لشركة بيبسيكو         |
| 6      | سونيا غاندي    | الهند            | رئيسة المؤتمر الوطني الهندي             |
| 7      | سينثيا كارول   | المملكة المتحدة  | الرئيسة التنفيذي لشركة أنجلو أمریکن     |
| 8      | باتريشيا ورتز  | الولايات المتحدة | رئيسةآرشر دانييلز ميدلاند               |
| 9      | إيرين روزنفيلد | الولايات المتحدة | الرئيسة التنفيذية لشركة شركة كرافت فودز |
| 10     | باتريشيا روسو  | الولايات المتحدة | الرئيسة التنفيذي لشركةألكاتل-لوسنت      |

### 2006
| الرتبة | الإسم          | البلد            | المهنة                                                          |
| ------ | -------------- | ---------------- | --------------------------------------------------------------- |
| 1      | أنغيلا ميركل   | ألمانيا          | مستشارة الاتحاد الألماني                                        |
| 2      | كونداليزا رايز | الولايات المتحدة | وزير الخارجية الأمريكي                                          |
| 3      | وو يي          | الصين            | نائبة رئيسة الوزراء                                             |
| 4      | إندرا نويي     | الولايات المتحدة | الرئيسة التنفيذية لشركة بيبسيكو                                 |
| 5      | آن ملكاهي      | الولايات المتحدة | الرئيسة التنفيذية لشركة زيروكس                                  |
| 6      | سالي قروشك     | الولايات المتحدة | مدير قسم الثروات وإدارة الاستثمارات العالمية لدى بنك أوف أمريكا |
| 7      | باتريشيا ورتز  | الولايات المتحدة | رئيسة آرشر دانييلز ميدلاند                                      |
| 8      | آن لفرجون      | فرنسا            | الرئيسة التنفيذية لشركة آرافا                                   |
| 9      | بريندا بارنز   | الولايات المتحدة | الرئيسة التنفيذية لشركة سارة لي كوربوريشن                       |
| 10     | زوي كروز       | الولايات المتحدة | رئيسة مورغان ستانلي                                             |

### 2005
| الرتبة | الإسم                  | البلد            | المهنة                                                           |
| ------ | ---------------------- | ---------------- | ---------------------------------------------------------------- |
| 1      | كونداليزا رايز         | الولايات المتحدة | وزير الخارجية الأمريكي                                           |
| 2      | وو يي                  | الصين            | نائبة رئيسة الوزراء                                              |
| 3      | يوليا تيموشينكو        | أوكرانيا         | رئيسة وزراء                                                      |
| 4      | غلوريا ماكاباغال أرويو | الفلبين          | رئيسة الجمهورية                                                  |
| 5      | ميغ ويتمان             | الولايات المتحدة | رئيسة-مديرة عامة لإيباي                                          |
| 6      | آن ملكاهي              | الولايات المتحدة | الرئيسة والمدير التنفيذي ل زيروكس                                |
| 7      | سالي قروشك             | الولايات المتحدة | مدير قسم الثروات وإدارة الاستثمارات العالمية لدى بنك أوف أمريكا. |
| 8      | بريندا بارنز           | الولايات المتحدة | الرئيسة التنفيذية لشركة سارة لي كوربوريشن                        |
| 9      | أوبرا وينفري           | الولايات المتحدة | ممثلة ومنتجة، ومنشطة برامج تلفزيون                               |
| 10     | مليندا غيتس            | الولايات المتحدة | نائبة الرئيسة مؤسسة بيل ومليندا غيتس                             |

### 2004
| الرتبة | الإسم                  | البلد            | المهنة                                                         |
| ------ | ---------------------- | ---------------- | -------------------------------------------------------------- |
| 1      | كونداليزا رايز         | الولايات المتحدة | وزير الخارجية الأمريكي                                         |
| 2      | وو يي                  | الصين            | نائبة رئيسة الوزراء                                            |
| 3      | سونيا غاندي            | الهند            | رئيسة المؤتمر الوطني الهندي                                    |
| 4      | لورا بوش               | الولايات المتحدة | السيدة الأولى ل الولايات المتحدة                               |
| 5      | هيلاري كلينتون         | الولايات المتحدة | عضو مجلس الشيوخ الأمريكي عن الحزب الديمقراطي عن ولاية نيويورك. |
| 6      | ساندرا داي أوكونور     | الولايات المتحدة | قاضية في المحكمة العليا للولايات المتحدة الأمريكية             |
| 7      | روث بادر غينسبورغ      | الولايات المتحدة | قاضية في المحكمة العليا للولايات المتحدة الأمريكية             |
| 8      | ميجاواتي سوكارنوبوتري  | إندونيسيا        | رئيسة الجمهورية                                                |
| 9      | غلوريا ماكاباغال أرويو | الفلبين          | رئيسة الجمهورية                                                |
| 10     | كارلي فيورينا          | الولايات المتحدة | الرئيسة والمدير التنفيذي ل هوليت-باكارد                        |

## مقالات ذات صلة
- قائمة نساء مليارديرات
- قائمة رؤساء الدول والحكومات حسب الثروة الإجمالية
- قائمة فوربس للمليارديرات
- قائمة فوربس لأكثر الشخصيات تأثيرا في العالم
- قائمة أكبر شركات البرمجيات